# Retro Gamer
Retro Gamer ist eine seit 2012 erscheinende deutschsprachige Computerspielezeitschrift, die sich mit klassischen Videospielsystemen, Videospielen und deren Entwicklern befasst, wobei die deutsche Ausgabe eine Lizenzgabe des britischen Originals Retro Gamer von Future plc darstellt.

## Geschichte
Die englische Mutterzeitschrift wurde 2004 gegründet. Von 2012 bis Ende 2023 fungierte die eMedia GmbH als Verleger der deutschsprachigen Ausgabe. Nach dessen Ankündigung, die deutschsprachige Ausgabe einzustellen, plante die Redaktion eine Lizenzübernahme zur Fortführung des Projekts. Unter Beibehaltung sowohl des Namens „Retro Gamer“ als auch der Autoren erscheint das Magazin seit 2024 im Verlag Publishing Office Langer.
Chefredakteur und Herausgeber ist seit 2024 Jörg Langer.

## Inhalt
Jedes Heft enthält ein Titelthema, z. B. ein Spielegenre oder eine Spieleserie, dem eine Reihe Artikel gewidmet wird. Wiederkehrende Rubriken enthalten Tests und Hintergrundinformationen zu alten Spielen, historische Abrisse und Hintergrundinformationen zu alter Hardware und ehemaligen Entwicklungsstudios und Publishern sowie Interviews mit Spieledesignern und anderen Persönlichkeiten der Computerspieleindustrie. Die Inhalte basieren in Teilen auf Übersetzungen des englischsprachigen Originals, die für den deutschen Markt angepasst werden. Zusätzlich verfassen bekannte deutschsprachige Spielejournalisten Gastbeiträge. Zu den regelmäßigen Autoren gehören Anatol Locker, Harald Fränkel, Hardy Heßdörfer, Heinrich Lenhardt, Jörg Langer, Michael Hengst, Nina Schild, Paul Kautz, Roland Austinat, Stephan Freundorfer und Winnie Forster.

## Ausgabearten
Das Magazin erscheint vierteljährlich. Die verkaufte Auflage beträgt nach dem Relaunch Anfang 2024 laut Verlagsangabe "über 10.000 Exemplare", die Druckauflage 15.070 Exemplare; die Zeitschrift ist nicht für die Auflagen-Ausweisung der Informationsgemeinschaft zur Feststellung der Verbreitung von Werbeträgern (IVW) angemeldet. Die Druckauflage betrug zum Start des Magazines nach Verlagsangabe 40.000 Exemplare wobei diese im Jahr 2018 auf 25.000 und im Jahr 2020 auf 20.000 Exemplare herunter gesetzt wurde. Seit 2022 gibt eMedia wieder eine Auflagenzahl von 25.000 Exemplaren an. Zusätzlich zu den vierteljährlichen Ausgaben erschienen bei eMedia einmal jährlich eine Sonderausgabe zu einem Schwerpunktthema sowie jeweils am Jahresende eine Sammlung ausgewählter Artikel eines Jahrgangs („Jahrbuch“).
Der Neustart im Verlag Publishing Office Langer startete mit einer Druckauflage von 15.000 Exemplaren bei 4.000 Abonnenten.